# Población idealizada
En genética de poblaciones, una población idealizada puede describirse utilizando una serie de supuestos simplificadores. Los modelos de poblaciones idealizadas se utilizan para hacer un punto general o se ajustan a los datos sobre poblaciones reales para las cuales los supuestos pueden no ser ciertos. Por ejemplo, la teoría de la coalescencia se usa para ajustar los datos a modelos de poblaciones idealizadas. La población idealizada más común en genética de poblaciones se describe en el modelo de Wright-Fisher por Sewall Wright y Ronald Fisher (1922, 1930) y (1931). Las poblaciones de Wright-Fisher tienen un tamaño constante, y sus miembros pueden aparearse y reproducirse con cualquier otro miembro. Otro ejemplo es un modelo de Moran, que tiene generaciones superpuestas, en lugar de las generaciones no superpuestas del modelo Fisher-Wright. Las complejidades de las poblaciones reales pueden hacer que su comportamiento coincida con una población idealizada, con un tamaño de población efectivo que es muy diferente del tamaño de la población del censo de la población real. Para los diploides sexuales, las poblaciones idealizadas tendrán frecuencias de genotipo relacionadas con las frecuencias alélicas según el equilibrio de Hardy-Weinberg. 

## Hardy-Weinberg
En 1908, G. H. Hardy y Wilhelm Weinberg modelaron una población idealizada para demostrar que en ausencia de selección, migración, deriva genética aleatoria, las frecuencias alélicas permanecen constantes a lo largo del tiempo, y que en presencia de apareamiento aleatorio, las frecuencias genotípicas están relacionadas con las frecuencias alélicas, según un principio de binomio cuadrado llamado ley de Hardy-Weinberg.

## Uso en dinámica poblacional
Un buen ejemplo de uso del modelo de población idealizado, en el seguimiento de las condiciones de la población natural, una investigación utilizando datos de diversidad genética, buscó determinar si las poblaciones de grandes ballenas del Atlántico norte se había recuperado lo suficiente para la caza comercial de ballenas. Para calcular la diversidad genética, los autores multiplicaron el tamaño de la población efectiva a largo plazo de las hembras por dos, suponiendo una proporción de sexo de 1:1, y luego por la tasa de sustitución de genes mitocondriales, por generación. Al hacer varias suposiciones de acuerdo con la proporción de sexos y el número de juveniles, pudieron calcular que, en contraste con los registros históricos, las poblaciones modernas de ballenas están lejos del rango de captura.

## Aplicación a la historia de la población
Los modelos de población idealizados no solo podrían proporcionarnos información sobre las condiciones actuales de la población, sino que también son útiles para revelar la historia natural y la dinámica de la población en el pasado. Utilizando un modelo de población idealizado, se probó la hipótesis de la mezcla arcaica humana con humanos modernos. Comparando secuencias del genoma de dos poblaciones humanas, neandertales y chimpancés. Eriksson y Manica crearon un modelo de trampolín bajo el cual África y Eurasia se representaron como una cadena de poblaciones de igual tamaño. Llegando a la conclusión de que, según el modelo de trampolín, en el que los europeos pueden intercambiar información genética con asiáticos y no con africanos, la estructura de las poblaciones antiguas podría explicar las similitudes entre el genoma neandertal y el euroasiático.

## Simulaciones por computadora
El uso de modelos también permite realizar simulaciones, incluso en sílice, para hipotetizar resultados evolutivos. Como ejemplo, PopG es un programa informático gratuito que es capaz de simular la evolución simultánea de poblaciones basada en el modelo de Fisher-Wright. El modelo de población idealizado también podría usarse en varias simulaciones simples diseñadas para la educación. En, Charles Darwin: ¿Puedes sobrevivir? la simulación está diseñada para presentar al público en general el concepto de selección natural. Otro ejemplo es el simulador de deriva genética (requiere una versión actualizada de Java), que está diseñado para visualizar la influencia de la deriva genética en las poblaciones naturales. 